# سیف بن ذی‌یزن
سیف بن ذی‌یزن (قرن ششم میلادی) از شاهزادگان خاندان حِمیَر و فرزند ذی‌یزن از پادشاه زادگان یمن، نام وی مَعدِیکَرب و لقبش سیف بود.
سیف در زمان چیرگی حبشیان بر یمن در قرن ششم میلادی از ساسانیان کمک خواست. به فرمان خسرو انوشیروان گروهی متشکل از هشتصد تن را به فرماندهی پیرمردی به نام وهرز دیلمی به گشودن یمن فرستاد. در پیرامون ۵۷۰ میلادی این گروه به یاری هواخواهان سیف بر حبشیان پیروزی یافتند و در یمن جای گرفتند و سیف نیز به پادشاهی گماشته‌شد. سرانجام سیف در صنعاء به قتل رسید در هر حال نوشته اند که ذی یزن چون پناهنده ای ده سال بر درگاه انوشیروان بماند و هم انجا وفات یافت.

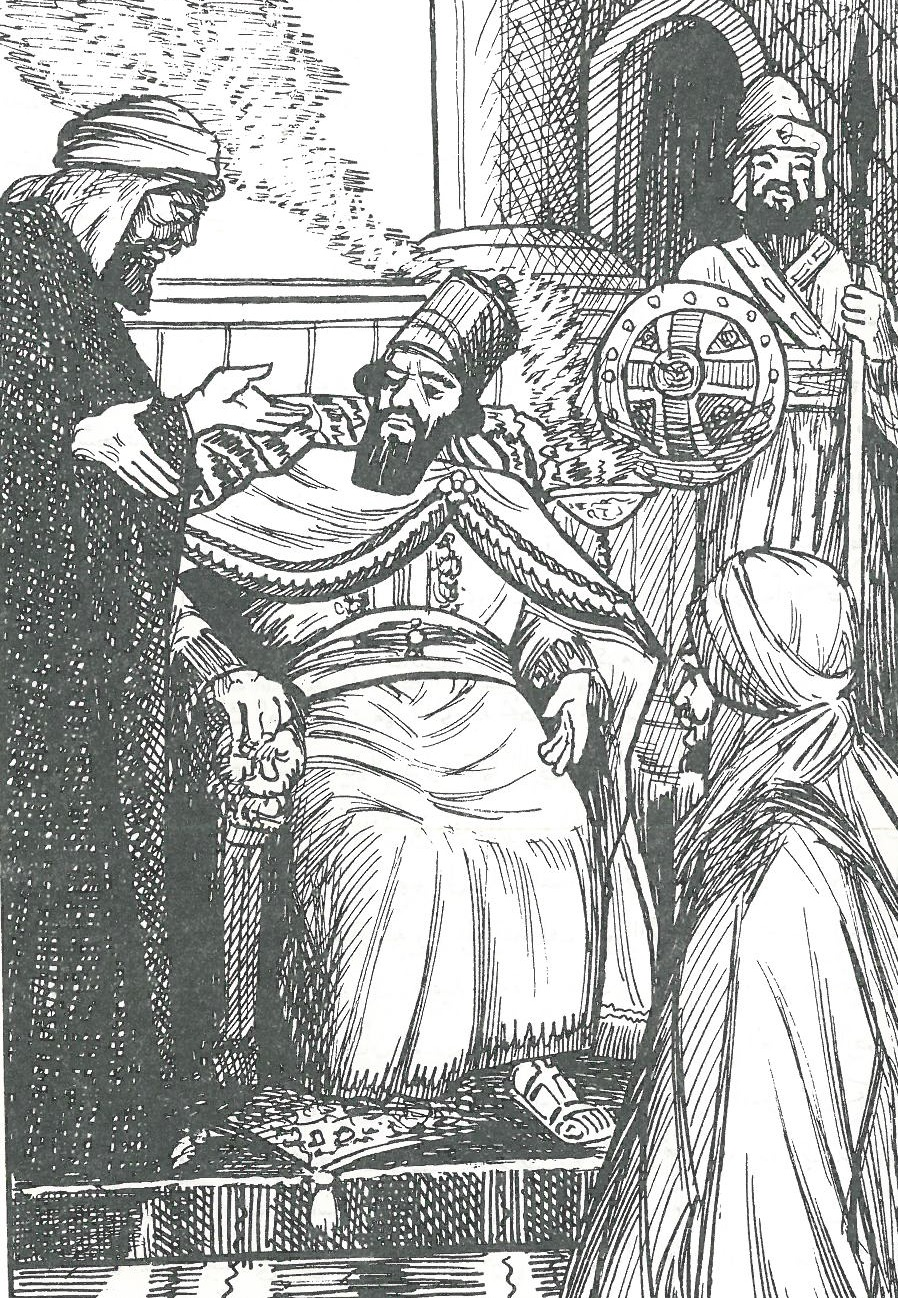
تصویر (1935) سیف در حال درخواست کمک نظامی از خسرو انوشیروان، پادشاه ساسانی.

## زندگی نامه

### تولد و کودکی
ذی یزن که از فرمانروایان یمن بود، همسری داشت به نام ریحانه که از خوبرویان و پارسایان هاماوران بود. زمانی که ابرهه به ملک یمن دست یافت ریحانه را به ستم از ذو یزن جدا کرد و به زنی خود گرفت. آن زمان او را فرزندی از ذو یزن بود که همان سیف باشد، در جایی گویند که او را دو ساله بود و شاید هم او را باردار بود. و دو پسر دیگر نیز به نام های یکسوم و مسروق از وی آورد، و ابرهه هر سه را به فرزندی در نزد خود بزرگ کرد و سیف در میان زنگیان و در صنعا بزرگ شد، بی آنکه اطلاعی از پدر وقعی خود داشته باشد. در این بین ذی یزن که همسر و تخت پادشاهی خویش را از کف داده بود، نخست برای بازپس گیری پادشاهی خویش به نزد قیصر روم و سپس به پیش خسرو ایران می شود، و سرانجام خسرو انوشیروان او را وعده یاری می دهد لیکن تا پایان عمرش یاری جز نخواختن و گرامی داشتن از سوی پادشاه ایران نمی بیند.
از این روایت بنا به نظر تاریخ نویسان خسرو او را نوید یاری داد اما نتوانست وفا کند. مسعودی آورده است که: «انوشیروان بدو وعده داد که در جنگ با سیاهان به یاری او برخیزد اما به جنگ روم و کشور های دیگر پرداخت و مشغول گشت»

### جوانی

#### آگاهی از راز پدر
نقل از تاریخ طبری: 
((ریحانه دختر ذو جدن برای ابرهه الاشرم پسری آورد که وی را مسروق کرد و مَعدِیکَرب پسر زو یزن بزرگ شد و باور نداشت که ابرهه پدر او باشد و پیش مادر رفت و پرسید: «پدر من کیست؟» مادرش گفت: «اشرم.» گفت: «به خدا چنین نیست که اگر پدر من بود فلانی به من ناسزا نمی گفت.» مادر بدو گفت که ابو مره فیاض پدر توست. و قصه وی را بگفت و سخنان او در جان پسر اثر کرد و مدتی همچنان بود تا اشرم بمرد و یکسوم پسر وی نیز بمرد. آنگاه پسر زو یزن سوی پادشاه روم رفت از آن رو که کسری در یاری پدرش سستی کرده بود ولی به نزد پادشاه روم نیز مقصود خوش را نیافت که هم کیش حبشیان بود و حمایت آنها می کرد و به این سبب سوی کسری رفت و روزی که بر نشسته بود در راه وی ایستاد و بانگ زد: «ای پادشاه مرا میراثی پیش تو هست.» و چون شاه از سواری باز آمد او را بخواست و گفت: «کیستی و میراث تو چیست؟» گفت: «من پسر ذو یزن، آن آن پیر یمنی ام که وعده کمک به او دادی و به در تو مرد و آن وعده حق من و میراث من است که باید از عهده آن برآیی» کسری رقت کرد و بگفت تا مالی به او دهند. و پسر برون شد و درهم می پراکند و مردم می ربودند و کسری به او پیغام داد: « این کار برای چه می کنی» پسر پاسخ داد: «به طلب مال پیش تو نیامدم، به طلب سپاه آمدم» کری پیغام داد: «باش تا در کار تو بنگرم» پس از آن کری در کار فرستادن سپاه همراه پسر ذو یزن با وزیران خویش مشورت کرد))

زمانی که ابرهه بمرد و یکسوم و مسروق فرمانروایی یافتند سیف از راز پدرش آگاه شد و به دنبال انتقام نخست به دربار قیصر رفت و از دست سیاهان و گزندشان دادخواست، و قیصر او را پاسخ داد که زنگیان خود پیروان دین منند و شما بت پرستانید، و چون سیف از وی نومید شد روی به سوی دربار خسرو آورد و در حیره نزد نعمان رفت و نعمان او را به درگاه کسری برد. بعضی نوشته اند که سیف یک سال در آنجا بود و کسی در کار او ننگریست تا آخر روزی خسرو را بدید و از وی داد خواست و پدرش ذی یزن را یاد آور گشت و انوشیروان نیز او را بنواخت و سپس با سران و سرداران خویش رای زنی کرد و هشتصد تن از زندانیانی را که قرار بود کشته شوند به فرماندهی «سردار و سپهسالار دلاوران ایران وهرز سپهبد دیلمی» سپرد.

#### حمله به یمن
سرانجام به فرمان خسرو هشتصد تن به فرمان وهرز دیلمی با هشت کشتی راهی یمن شدند. در دریا دو کشتی به همراه دویست تن از این جنگجویان غرق شدند و شش کشتی به عدن رسیدند به خشکی شدند. زمانی که پادشاه زنگیان از آمدن ایرانیان با خبر شد از اندک بودن شمارشان در شگفت ماند و گویند که این را بی اهمیت انگاشت و انان را به چیزی نداشت.
این داستان به تفصیل و با جزئیات طبری و بلعمی نوشته اند که در این جا نمی گنجد. نوشته اند که پیش از جنگ از میان مردم ستم دیده هاماوران از بیداد زنگیان، شمار پنجاه هزار نفر به اردوی ایرانیان پیوستند. و پیش از جنگ وهرز وهرز به کنار دریا رفت و در برابر سپاهیان خویش تمام توشه و اندوخته درون کشتی ها را به دریا ریخت و همه کشتی ها را آتش زد تا دیگر راه بازگشت نباشد و مرگ در پس و پیروزی در پیش آنان باشد، تا جز پیشروی چاره ای نداشته باشند. در جنگ خونینی که داستان آن در کتاب تاریخ طبری نقل گشته است چونین آمده که وهرز که از کمان اندازان چیره دست ایرانی بود در این بین پیکانی می اکند که مسروق پادشاه زنگیان را از پای در می آورد و سپاه زنگیان از هم می پاشد همگی عقب می نشینند، که در این بین ایرانیان زنگیان را به تیرباران گرفتند و بسیاری از آنان تباه شدند. ستم دیدگان هاماوران نیر کینه ای دیرینه از زنگیان داشتند و هر کس از آنان را که می یافتند می کشتند، و به این گونه سیف ذی یزن و مردم یمن انتقام خود را گرفتند و پس از چندین سال زنگیان را از خاک خود بیرون کردند.

### سرانجام و مرگ
زمانی که پیروزی به ارمغان رسید، به فرمان خسرو وهرز به ایران بازگشت و پادشاهی یمن را به سیف سپرد اما از این پس خاندان حمیر و سیف خراج گذار ساسانیان بودند و پیمان های بسیاری با انوشیروان بسته شد، و سیف ارمغان ها و پیشکش های بسیاری را که به معنای فرمانبرداری وی بود به نزد پادشاه ایران می فرستاد. در اقع پس از رفتن زنگیان از یمن اداره امور سیاسی و نظامی به دست ایرانیان افتاده بود و سیف در این میان تنها افزاری بود. مدت زیادی از پادشاهی سیف در یمن نمی گذشت که سرانجام به دست عده ای از حبشیان که مانند نگهبانان به درگاه سیف خدوت می کردند به قتل رسید و کشته شد. و پس آن نیز چون خبر کشته شدن سیف به گوش انوشیران رسید چندین هزار نفر را به فرمان وهرز سپر تا به یمن بتازند و زنگیان را از هاماوران بیرون کنند، که درباره خنریزی های بسیاری که در این جنگ شکل گرفت تاریخ نویسان داستان های مختلفی زدند، تا به آنجا که از زنگیان هیچ کسی در یمن باقی نماند و همه را کشتند.

نقل این داستان در تاریخ بلعمی: 
((چون سیف ذی یزن به ملک بنشست از حبشه کس به یمن اندر نهشت مگر پیران ضعیف و کودکان خرد، که سلیح برنتوانستندی داشتن و زنان وگرنه دیگران را همه به شمشیر بگذاشت و سالی بر آمد. رسول فرستاد در سرای نوشیروان با خواسته بسیار، و از جوانان حبشه که با او بودندی چون سیف برنشستی پیش او حربه بردندی و خدمت کردندی و ایشان را نیکو همی داشت تا ایمن شد بر ایشان. روزی بر نشسته بود با سپاه و این حبشیان پیش او اندر همی دویدند او تنها از پس ایشان اسب بدوانید و پیادگان از او بازماندند این حبشیان با اسب همی دویدند چون سپاه از وی دور شد، به گرد وی اندر آمدند و او را به میان اندر گرفتند و بکشتند. آن سپاه بپراکندند و حبشیان از هر جا سر بر کردند و از حمیریان و اهل بیت مملکت و خویشان سیف خلقی بکشتند بسیار.))